# Thomas Joseph Maher
Thomas Joseph Maher (ur. 29 kwietnia 1922 w Cashel, zm. 19 kwietnia 2002) – irlandzki polityk, rolnik i działacz gospodarczy, eurodeputowany I, II i III kadencji.

## Życiorys
Kształcił się w Ardmayle National School, szkole średniej prowadzonej przez Christian Brothers oraz w Cashel Vocational College. Zawodowo związany z rolnictwem. Działał w Macra na Feirme, młodzieżowej organizacji rolniczej. W latach 1967–1975 pełnił funkcję prezesa Irish Farmers' Association, irlandzkiego zrzeszenia rolników. Od 1976 do 1982 kierował organizacją spółdzielczą ICOS. Był też m.in. dyrektorem przedsiębiorstwa Arran Energy i prezesem europejskiej organizacji rolniczej COGECA.
W 1979, 1984 i 1989 jako kandydat niezależny uzyskiwał mandat posła do Parlamentu Europejskiego I, II i III kadencji, który wykonywał do 1994. Był m.in. wiceprzewodniczącym frakcji liberalnej, kwestorem PE oraz wiceprzewodniczącym Komisji ds. Polityki Regionalnej i Planowania Regionalnego.